# Talaudbeerkoeskoes
De Talaudbeerkoeskoes (Ailurops melanotis) is een buideldier dat voorkomt op de Talaudeilanden ten noorden van Celebes. Tot 2003 werd hij als een ondersoort van de gewone beerkoeskoes (Ailurops ursinus) beschouwd, maar in de 3e editie van Mammal Species of the World wordt hij als een aparte soort beschouwd omdat hij veel kleiner is dan andere beerkoeskoezen en er meer geel in de vacht zit. De typelocatie is Lirung op het eiland Salebabu.
De Talaudbeerkoeskoes is deel van de endemische zoogdierfauna van de Talaudeilanden, samen met twee ratten, Melomys caurinus en Melomys talaudium, en de vleermuis Acerodon humilis, waarvan de identiteit echter twijfelachtig is. 